# مورو بی (کالیفرنیا)
مورو بی (به انگلیسی: Morro Bay) شهری در شهرستان سن لوییز اوبیسپو، کالیفرنیا ایالت کالیفرنیا است که در سرشماری سال ۲۰۱۰ میلادی، ۱۰۲۳۴ نفر جمعیت داشته است.